# Малкин, Иосиф Михайлович
Иосиф Михайлович Малкин (5 марта 1913, Могилёв — 19 августа 1973, Москва) — советский горный инженер, организатор производства, лауреат Ленинской премии.

## Биография
Родился в Могилёве в семье рабочего. В 1934 году окончил Ленинградский горный институт.
С 1934 по 1936 год начальник смены, участка, шахты рудника «Дегтярёвмедьруда». С 1936 по 1937 год начальник шахты рудоуправления «III Интернационал» (Нижний Тагил, Свердловская область). С 1937 по 1939 год — начальник шахты треста «Кировоградмедьруда».
С 1939 по 1947 год — директор Дегтярёвского медного рудника.
С 1947 по 1951 год — директор Сокольского рудника. С 1951 по 1954 год — главный инженер, с 1954 по 1963 год — директор Лениногорского полиметаллического комбината (Восточно-Казахстанская область).
С 1963 по октябрь 1965 года — председатель Совета народного хозяйства Восточно-Казахстанского экономического района.
С 1965 года работал в производственном отделе Министерства цветной металлургии СССР.
Умер 19 августа 1973 года после непродолжительной болезни.

## Награды и звания
- Ленинская премия (1961) — за разработку и внедрение системы принудительного блокового обрушения на рудниках Лениногорского ПМК (предложил и внедрил на рудниках систему принудительного блокового обрушения с отбойкой руды глубокими скважинами, получившую широкое распространение в горнодобывающей промышленности СССР в 1960-е гг.)
- Государственная премия СССР
- Два орден Трудового Красного Знамени
- Орден «Знак Почёта» (3 мая 1963)
- Медали